# فیفا فوتبال ۲۰۰۵
فیفا ۲۰۰۵ (به انگلیسی: FIFA Football 2005) بازی ویدئویی منتشرشده در زمینهٔ شبیه‌سازی فوتبال ساخت شرکت الکترونیک آرتز است که توسط الکترونیک آرتز کانادا ساخته و در ۱۲ اکتبر ۲۰۰۴ در آمریکای شمالی و ۱۴ اکتبر ۲۰۰۴ در اروپا منتشر شده است.

## ویژگی‌های کلیدی و پلتفرم‌ها
- شعار بازی: "یک بازیکن بزرگ به کنترل اولیه عالی نیاز دارد " - این نسخه بر بهبود سیستم کنترل اولیه توپ تأکید داشت.  
- پلتفرم‌ها: پلی‌استیشن، پلی‌استیشن ۲، ویندوز، ایکس‌باکس، پلی‌استیشن پرتابل (با نام FIFA Soccer)، گیم‌کیوب، موبایل، Gizmondo، ان-گیج و گیم بوی ادونس.  
- نسخه ژاپنی: با نام FIFA Total Football 2 در ۹ دسامبر ۲۰۰۴ منتشر شد.  
- آخرین نسخه برای پلی‌استیشن (نسخه کلاسیک): این بازی آخرین نسخه دارای مجوز رسمی بود که برای کنسول پلی‌استیشن در آمریکای شمالی منتشر شد.  
- اولین حضور در کنسول‌های نسل هفتم: اولین بازی FIFA بود که برای کنسول‌های دستی نسل هفتم (مانند PSP) عرضه شد.  
مکانیک‌های بازی  
- سیستم کنترل توپ: بهبود یافته برای واکنش‌های واقعی‌تر بازیکنان به توپ.  
- حالت‌های بازی: شامل مسابقات لیگ، جام‌ها، حالت حرفه‌ای و چندنفره.  
- تیم‌ها و لیگ‌ها: دارای لیگ‌های معتبر و تیم‌های ملی با مجوز رسمی.  
نکته: این نسخه نقطه عطفی در سری FIFA بود و پایه‌ای برای مکانیک‌های پیشرفته‌تر در نسخه‌های بعدی شد.

## گیم‌پلی
این نسخه با بهبودهای قابل توجه در کریر مود (Career Mode) و معرفی مکانیک‌های جدید، سعی کرد فاصله خود را با رقیب سرسختش، Pro Evolution Soccer 4، حفظ کند. همچنین تاریخ انتشار آن به سپتامبر ۲۰۰۴ (زودتر از موعد معمول اواخر اکتبر) تغییر کرد تا با انتشار FIFA Street از مجموعه EA Big تداخل نداشته باشد.  
مکانیک‌های کلیدی و نوآوری‌ها
- سیستم کنترل اولیه توپ (First-Touch Gameplay):  
  - بزرگ‌ترین تفاوت این نسخه با نسخه‌های قبلی، اضافه شدن قابلیت کنترل حرفه‌ای توپ بود که به بازیکنان اجازه می‌داد حرکات و پاس‌های واقعی‌تری را اجرا کنند.  
- حرفه‌ای مود ۱۵ فصله:  
  - طولانی‌ترین حالت حرفه‌ای در سری FIFA تا آن زمان، با امکان پیشرفت بازیکن و مدیریت تیم در بلندمدت.  
- لیگ مکزیک (Liga MX):  
  - اولین حضور لیگ کامل مکزیک در سری FIFA که باعث افزایش محبوبیت بازی در بازار آمریکا شد.  
- حالت ساخت بازیکن (Create-a-Player):  
  - پس از حذف در نسخه‌های قبلی، این ویژگی با امکانات بهتر بازگشت.  
== صداگذاری و موسیقی == 
- گزارشگر: جان متسون (گوینده افسانه‌ای فوتبال انگلیس) همراه با آلی مککویست (به عنوان تحلیلگر) کامنتاری بازی را بر عهده داشتند.  
- موسیقی متن: آهنگساز اصلی، پل اوکنفولد (DJ معروف بریتانیایی) بود که تم اصلی FIFA را برای این نسخه ساخت. همچنین آهنگ‌هایی از هنرمندانی مانند:  
  - Faithless  
  - Ivete Sangalo  
  - JoJo  
  - Marcelo D2  
  - Oomph!  
  - Scissor Sisters  
  - Seeed  
== جلد بازی و بازاریابی == 
- جلد بین‌المللی: پاتریک ویرا (آرسنال)، فرناندو مورینتس (رئال مادرید) و آندری شوچنکو (میلان).  
- جلد آمریکای شمالی: اوسوالدو سانچز (دروازه‌بان مکزیکی) جایگزین ویرا شد.  
پایان یک دوران  
- آخرین نسخه برای کنسول پلی‌استیشن (PS1): در بیشتر مناطق، این بازی آخرین نسخه FIFA بود که برای کنسول کلاسیک PS1 منتشر شد.  
- تعطیلی سرورهای آنلاین (۲۰۰۸): سرویس آنلاین بازی در سال ۲۰۰۸ قطع شد.  
== جمع‌بندی == 
FIFA 2005 با معرفی کنترل اولیه توپ و گسترش حالت حرفه‌ای، گام مهمی در واقعی‌تر کردن تجربه فوتبال مجازی برداشت. همچنین، حضور لیگ مکزیک و موسیقی متن متنوع، آن را به یکی از نسخه‌های به‌یادماندنی سری تبدیل کرد.